# Chesnee
Chesnee ist eine Stadt im US-Bundesstaat South Carolina. Die Stadt liegt im Spartanburg County und Cherokee County. Der Ort ist Teil der Metropolregion Upstate.
Das U.S. Census Bureau hat bei der Volkszählung 2020 eine Einwohnerzahl von 829 ermittelt.

## Geographie
Die U.S. Highway 221 führt als Alabama Avenue und Hampton Street durch die Stadt und führt in nördlicher Richtung 29 km nach Rutherfordton (North Carolina), und in südlicher Richtung 26 km nach Spartanburg. Der South Carolina Highway 11 (Cherokee Street) kreuzt die US 221 im Stadtzentrum und führt westlich 31 km nach Campobello und östlich am Cowpens National Battlefield vorbei 23 km nach Gaffney.

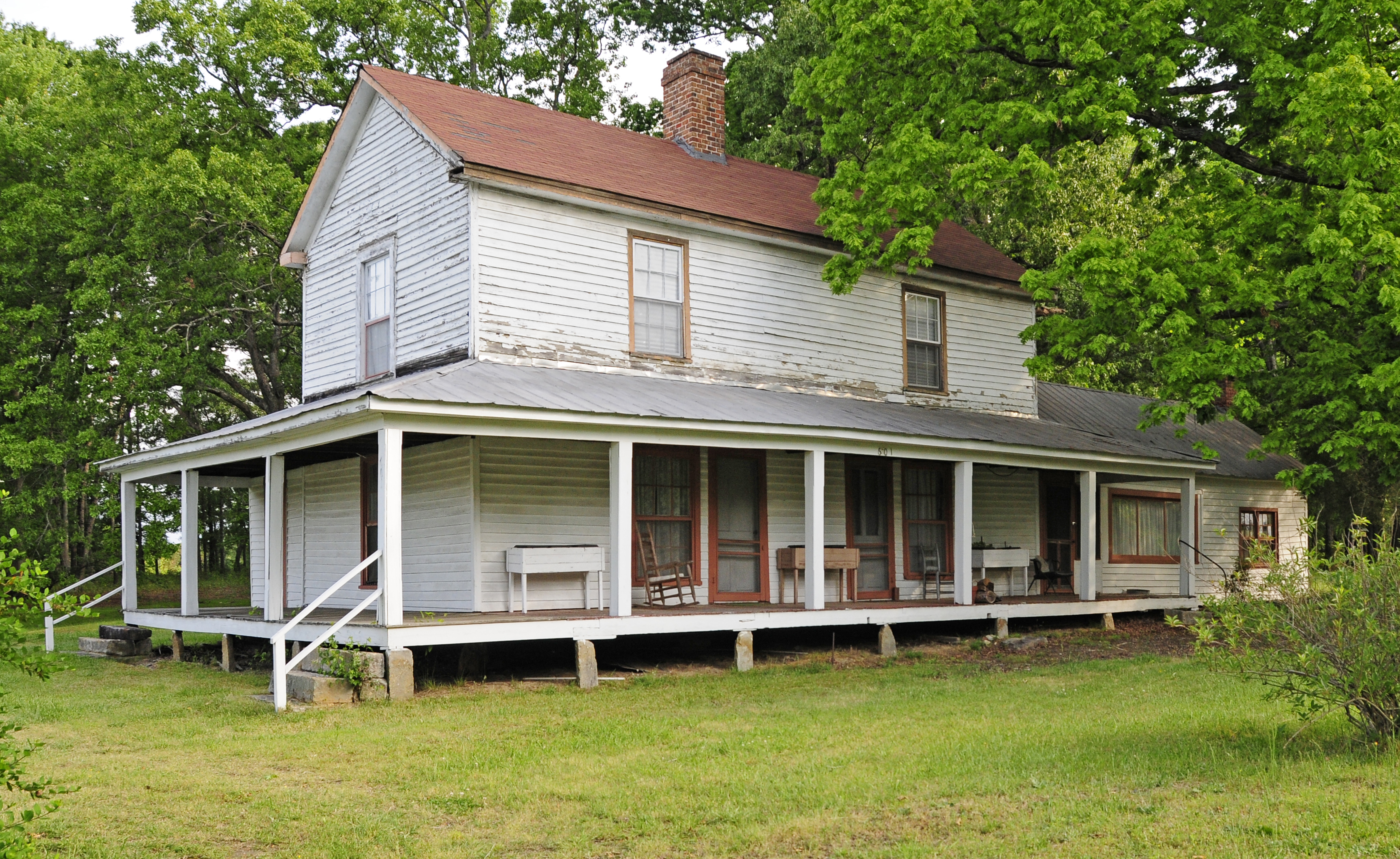
Zeno Hicks House

## Geschichte
Zu Beginn des 20. Jahrhunderts kaufte die Chesnee Land Company ein beträchtliches Stück Land am heutigen Standort Chesnee. Ein führendes Mitglied der Gesellschaft war John B. Cleveland aus Spartanburg. Cleveland benannte das Unternehmen und die Stadt nach seiner Urgroßmutter Margaret Chesnee, die in Schottland geboren wurde.
Die Stadt wurde 1911 gegründet.
Das Cowpens National Battlefield und das Zeno Hicks House sind im National Register of Historic Places aufgeführt.